# Ramses III
Ramses III, född 1186 och avliden 1154 f.Kr. (eller 1196–1164 f.Kr.), var en egyptisk farao. Han var den andre faraonen i den tjugonde dynastin och regerade från 1183/1182 f.Kr. till 1152/1151 f.Kr.

## Biografi
Under hans regeringstid invaderades Egypten, bland annat av de så kallade sjöfolken. Landet började få ekonomiska svårigheter och interna stridigheter som så småningom skulle leda till den tjugonde dynastins fall. Detta märks på att under denna tid äger världshistoriens första dokumenterade strejk rum, då gravbyggarna i Set Maat her imenty Waset (numera Deir el Medina) ej fick sina matransoner utdelade.
Av detta syns inget i Ramses III:s monument, där han försöker efterlikna sin namne Ramses II:s storhet. Ramses III lät bygga till templen i Karnak och Luxor och hans gravtempel och administrativa byggnader i Medinet Habu hör till de största och bäst bevarade i Egypten. De oroliga tiderna kan dock märkas i de massiva befästningarna runt dessa, aldrig tidigare hade sådant skydd behövts i centrala Egypten.
Ramses III kan ha blivit lönnmördad i en haremskonspiration ledd av en av hans hustru Tiye, i maskopi med hennes son Pentawer; det finns papyrus bevarade från utredning och rättegång. Hans grav KV11, som är bland de största i Konungarnas dal upptäcktes 1737, och grävdes ut 1816. Ramses III:s mumie hittades dock 1881 i TT320.